# Castel Focognano
Castel Focognano è un comune italiano sparso di 2 936 abitanti della provincia di Arezzo in Toscana.
Ha come capoluogo la cittadina di Rassina (pronunciare Ràssina), ma il comune prende il nome di una frazione.

## Storia
I primi residenti della zona sono gli antichi Etruschi, la cui presenza è testimoniata dai tanti monumenti presenti in zona. È assodato storicamente che in lingua etrusca la parola "etrusco" si dicesse Rassna o Rassena.

Durante la seconda guerra mondiale, che causò numerose vittime tra la popolazione civile, Rassina diventa un importante centro di rifugio per i partigiani e per i soldati americani in ritirata dai combattimenti sulle colline casentinesi.

Nel 1946, con l'avvento della Repubblica, lo sviluppo economico del comune riprende; negli anni del boom economico, Rassina è al centro di grandi investimenti volti a dar vita ad una delle più importanti industrie per l'estrazione e la lavorazione del calcio in Europa.
Il cementificio, costruito negli anni '60-'70, diventa il motore economico di tutta la zona dando così vita ad una sempre più fiorente attività economica.

Nel 1992 Rassina viene afflitta da un'inondazione di grosse proporzioni dell'Arno, che causa gravi danni alle strutture, ma nessun ferito.

### Socana
Socana, nel comune di Castel Focognano, conta 2.600 anni di storia. Qui si leggono tre civiltà: l'etrusca, la romana e la cristiana. Nel corso dei lavori di restauro eseguiti negli anni 1966-72 sono venuti alla luce il tempio etrusco lungo 40 metri e largo 18,40, i dodici scalini del tempio, davanti al tempio l'ara etrusca. Il tempio è orientato ad est ed era dedicato a Tinia e Minerva. L'ara è a pianta rettangolare ed è lunga 4,99 per 3,75 metri. Presenta al centro una cavità rotondeggiante ed è costruita a tre piani con pietre legate tra loro da grappe di piombo. Nell'ara si sacrificavano capretti, agnelli e cinghiali: di questi animali si sono trovati ossa e denti. Nello scavo sono venute alla luce anche venti antefisse, alcune con bella policromia risalenti al V-IV secolo a.C., altre a testa di Minerva, risalenti al II secolo a.C. A lato del tempio sono state recuperate tre ruote circolari in pietra fetida: la piccola con la scritta "arut creine", le due grandi con molte parole etrusche. Davanti all'ara si trovano alcune stanze di epoca romana e la torre cilindrica che risale al I secolo a.C.: era una torre di segnalazione e verso Arezzo se ne trovano altre cinque. Di giorno si segnalava con gli specchi, di notte con il fuoco (fiaccole luminose). Sopra il tempio etrusco i cristiani hanno costruito tre chiese nel V, VII e X secolo. Il sito è una chiara testimonianza di religiosità etrusca, strettamente legata ad altri luoghi di culto della valle come quello del Monte Falterona e la sua stipe votiva, in alto Casentino.

### Simboli
Lo stemma comunale è stato riconosciuto con
DPCM del 16 settembre 1953.
Il gonfalone, concesso con DPR del 31 luglio 1954, è un drappo di azzurro.

## Monumenti e luoghi d'interesse
- Chiesa di San Giovanni Evangelista a Castel Focognano
- Chiesa delle Sante Flora e Lucilla
- Pieve di Sant'Antonino a Socana
- Pieve di Sant'Eleuterio
- Chiesa di San Martino a Rassina, di antica origine, ma più volte ristrutturata e ricostruita, l'ultima volta dopo la Seconda guerra mondiale, cosicché la chiesa oggi è di aspetto totalmente moderno.[6]
- Santuario di Santa Maria del Bagno, piccolo santuario mariano originato da un'apparizione mariana del 1588, poi ristrutturato tra 1736 e 1740. L'interno è corredato da un interessante, scenografico, altare maggiore composto da colonne composite poste di spigolo che reggono un mistilineo timpano, ospitante la Madonna col Bambino titolare del sacello e affiancato due eleganti sovrapporte ovali. Ai lati sono due altri altari di grande ricchezza decorativa e fantasia architettonica.[7]
- Badia a Cornano
- Mulino del Bonano

## Infrastrutture e trasporti
Castel Focognano è servita dalla stazione di Rassina, sulla ferrovia Arezzo-Stia.

## Società

### Evoluzione demografica
Abitanti censiti

### Etnie e minoranze straniere
Secondo i dati ISTAT al 31 dicembre 2009 la popolazione straniera residente era di 343 persone. Le nazionalità maggiormente rappresentate in base alla loro percentuale sul totale della popolazione residente erano:
- Romania 168 5,06%
- Albania 44 1,32%

## Geografia antropica

### Frazioni
Il comune di Castel Focognano è suddiviso ufficialmente in cinque frazioni:
- Carda (682 m s.l.m., 109 ab.)
- Castel Focognano (449 m s.l.m., 129 ab.)
- Pieve a Socana (307 m s.l.m., 248 ab.)
- Rassina (313 m s.l.m., 1 874 ab.)
- Salutio (313 m s.l.m., 182 ab.)

### Altre località del territorio
Tra le altre località rilevanti del territorio comunale si ricordano: Calleta, Campaccio, Casa Le Bizze, Casalecchio, Montanina, Ornina, San Martino, Santa Maria in Carda, Tulliano, Zenna.

## Amministrazione
Di seguito è presentata una tabella relativa alle amministrazioni che si sono succedute in questo comune.
| Periodo        | Periodo        | Primo cittadino      | Partito                                                        | Carica  | Note  |
| -------------- | -------------- | -------------------- | -------------------------------------------------------------- | ------- | ----- |
| 23 agosto 1985 | 21 maggio 1990 | Giancarlo Gambineri  | Partito Socialista Italiano                                    | Sindaco | [ 9 ] |
| 21 maggio 1990 | 24 aprile 1995 | Sergio Bianchini     | Partito Comunista Italiano, Partito Democratico della Sinistra | Sindaco | [ 9 ] |
| 24 aprile 1995 | 14 giugno 1999 | Sergio Bianchini     | Partito Democratico della Sinistra                             | Sindaco | [ 9 ] |
| 14 giugno 1999 | 14 giugno 2004 | Sergio Bianchini     | centro-sinistra                                                | Sindaco | [ 9 ] |
| 14 giugno 2004 | 8 giugno 2009  | Mario Ferrini        | centro-sinistra                                                | Sindaco | [ 9 ] |
| 8 giugno 2009  | 26 maggio 2014 | Mario Ferrini        | centro-sinistra                                                | Sindaco | [ 9 ] |
| 26 maggio 2014 | 27 maggio 2019 | Massimiliano Sestini | centro-sinistra                                                | Sindaco | [ 9 ] |
| 27 maggio 2019 | in carica      | Lorenzo Ricci        | lista civica                                                   | Sindaco | [ 9 ] |

### Gemellaggi
Il comune di Castel Focognano è gemellato con:
- Champcevinel, dal 1992